# Richard Hutchison Batten
Richard Hutchison Batten, britanski general, * 20. avgust 1908, † 15. junij 1972.